# Wade Williams

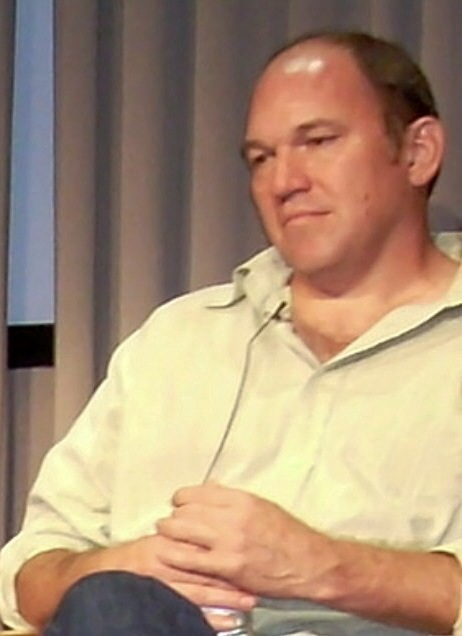
Wade Williams (2008)

Wade Andrew Williams (* 24. Dezember 1961 in Tulsa, Oklahoma, USA) ist ein US-amerikanischer Schauspieler. Bekannt wurde er durch seine Rolle als Captain Brad Bellick in der FOX-Fernsehserie Prison Break.

## Leben
Während seiner Jugend war Williams, angestoßen durch seine Kirche, an Musik und Drama interessiert. Allerdings hatte er nie vor Schauspieler zu werden. Nach Verlassen der High School studierte er an der University of Tulsa Medizin. Später entschloss er sich, doch Schauspieler zu werden. An der Rutgers Mason Gross School of the Arts machte er einen Abschluss als Master of Fine Arts.
Am Anfang seiner Schauspielkarriere spielte er am Delicort Theatre beim Central Park in William Shakespeares Der Widerspenstigen Zähmung zusammen mit Morgan Freeman und Tracey Ullman. Außerdem spielte er mit Denzel Washington in Richard III. mit. Später spielte Williams bei Guys and Dolls, Die Elenden, Kiss of the Spiderwoman, Ragtime und auf dem Showboat mit.
Später hatte er auch mehrere Filmauftritte, wie in Flicka – Freiheit. Freundschaft. Abenteuer., Jarhead – Willkommen im Dreck, Collateral, Ken Park, Ali und Erin Brockovich. 1999 spielte er in dem Horrorfilm Candyman 3 – Der Tag der Toten und Mein Partner mit der kalten Schnauze 2 mit. Außerdem hatte er einige Auftritte in Fernsehserien, z. B. Akte X – Die unheimlichen Fälle des FBI, Over There – Kommando Irak, Six Feet Under – Gestorben wird immer, Las Vegas, 24, New York Cops – NYPD Blue, Buffy – Im Bann der Dämonen, Star Trek: Raumschiff Voyager und The Bernie Mac Show.
Von 2005 bis 2008 spielte er in der Serie Prison Break den Hauptmann der Sicherheitsbeamten im Hochsicherheitsgefängnis Fox River.

## Privatleben
Er ist mit Emma Williams verheiratet. Das Paar hat eine Tochter und lebt in Dallas.

## Filmografie
- 1997: Profiler (Fernsehserie, Episode 1x16)
- 1998: NightMan (Fernsehserie, Episode 1x15)
- 1998: Die Larry Sanders Show (The Larry Sanders Show, Fernsehserie, Episode 6x07)
- 1998: Star Trek: Raumschiff Voyager (Star Trek: Voyager, Fernsehserie, Episode 4x25 Eine)
- 1998: New York Cops – NYPD Blue (NYPD Blue, Fernsehserie, Episode 6x04 Hand und Fuß)
- 1998: Chicago Hope – Endstation Hoffnung (Chicago Hope, Fernsehserie, Episode 5x08)
- 1998: Route 9 (Fernsehfilm)
- 1998: Palm Beach-Duo (Silk Stalkings, Fernsehserie, Episode 8x11)
- 1998: Seven Days – Das Tor zur Zeit (Seven Days, Fernsehserie, Episode 1x10)
- 1999: Sons of Thunder (Fernsehserie, Episode 1x01)
- 1999: Ein Wink des Himmels (Promised Land, Fernsehserie, Episode 3x18)
- 1999: L.A. Heat (Fernsehserie, Episode 2x15)
- 1999: Candyman 3 – Der Tag der Toten (Candyman 3: Day of the Dead)
- 1999: Emergency Room – Die Notaufnahme (ER, Fernsehserie, Episode 6x01 Der Judaslohn)
- 1999: Ein Hauch von Himmel (Touched by an Angel, Fernsehserie, Episode 6x07)
- 1999: Mein Partner mit der kalten Schnauze 2 (K-911)
- 2000: Good Vibrations – Sex vom anderen Stern (What Planet Are You From?)
- 2000: Erin Brockovich
- 2000: Becker (Fernsehserie, Episode 2x21)
- 2000: G vs E (Fernsehserie, Episode 2x10)
- 2000: Secret Agent Man (Fernsehserie, Episode 1x08)
- 2000: Nash Bridges (Fernsehserie, Episode 6x01)
- 2000: Der Makler (Terror Tract)
- 2000: Walker, Texas Ranger (Fernsehserie, Episode 9x04)
- 2000: Gideon's Crossing (Fernsehserie, Episode 1x04)
- 2001: Akte X – Die unheimlichen Fälle des FBI (The X-Files, Fernsehserie, Episode 8x09 Schlaues Metall)
- 2001: Charmed – Zauberhafte Hexen (Charmed, Fernsehserie, Episode 3x16 Der Tod siegt immer)
- 2001: Buffy – Im Bann der Dämonen (Buffy the Vampire Slayer, Fernsehserie, Episode 5x20 Auf der Flucht)
- 2001: Six Feet Under – Gestorben wird immer (Six Feet Under, Fernsehserie, Episode 1x07)
- 2001: Star Trek: Enterprise (Fernsehserie, Episode 1x09 Die Saat)
- 2001: The Agency – Im Fadenkreuz der C.I.A. (The Agency, Fernsehserie, Episode 1x09)
- 2001: Ali
- 2001–2005: The Bernie Mac Show (Fernsehserie, 14 Episoden)
- 2002: Bark!
- 2002: Project Redlight (Kurzfilm)
- 2002: Local Boys
- 2002: Bug
- 2002: 24 (Fernsehserie, 2 Episoden)
- 2002: Ken Park
- 2002: CSI: Vegas (CSI: Crime Scene Investigation, Fernsehserie, Episode 3x06 Ein tödlicher Irrtum)
- 2002: Crossing Jordan – Pathologin mit Profil (Crossing Jordan, Fernsehserie, Episode 2x06)
- 2002: Robbery Homicide Division (Fernsehserie, Episode 1x09)
- 2002: MDs (Fernsehserie, 8 Episoden)
- 2002: Astronauts (Fernsehfilm)
- 2003: I Witness – Nur tote Zeugen schweigen (I Witness)
- 2003: Threat Matrix – Alarmstufe Rot (Threat Matrix, Fernsehserie, Episode 1x02)
- 2003: Boomtown (Fernsehserie, Episode 2x02)
- 2003: JAG – Im Auftrag der Ehre (JAG, Fernsehserie, Episode 9x08 Der Preis des Glaubens)
- 2003: CSI: Miami (Fernsehserie, Episode 2x10 Der letzte Kick)
- 2004: Mummy an' the Armadillo
- 2004: Las Vegas (Fernsehserie, Episode 1x18)
- 2004: Tru Calling – Schicksal reloaded! (Tru Calling, Fernsehserie, Episode 1x14)
- 2004: American Crime – Video Kills (American Crime)
- 2004: Collateral
- 2004: The Naughty Lady (Kurzfilm)
- 2004: Anastacia: Welcome to My Truth (Kurzfilm)
- 2004: Male Mail (Kurzfilm)
- 2005: Kojak (Fernsehserie, Episode 1x09)
- 2005: Over There – Kommando Irak (Over There, Fernsehserie, 2 Episoden)
- 2005–2008: Prison Break (Fernsehserie, 63 Episoden)
- 2006: Flicka – Freiheit. Freundschaft. Abenteuer. (Flicka)
- 2008: Avatar – Der Herr der Elemente (Avatar: The Last Airbender, Fernsehserie, 2 Episoden, Stimme)
- 2009: The Hole – Wovor hast Du Angst? (The Hole, Stimme)
- 2009: Criminal Minds (Fernsehserie, Episode 5x04 Das Rudel)
- 2009: Monk (Fernsehserie, Episode 8x12 Mr. Monk riskiert seine Wiedereinstellung)
- 2010: Leverage (Fernsehserie, Episode 2x13 Scharlatan)
- 2010: Bones – Die Knochenjägerin (Bones, Fernsehserie, Episode 5x20 Zwei Hexen im abgebrannten Haus)
- 2010: Batman: Under the Red Hood (Stimme)
- 2010: The Whole Truth (Fernsehserie, Episode 1x04)
- 2010: Batman: The Brave and the Bold (Fernsehserie, Episode 2x21, Stimme)
- 2010: The Last Harbor
- 2011: The Chicago 8
- 2011: Green Lantern: Emerald Knights (Stimme)
- 2011: Good Doctor – Tödliche Behandlung (The Good Doctor)
- 2011: Chase (Fernsehserie, Episode 1x18)
- 2011: Memphis Beat (Fernsehserie, Episode 2x03)
- 2011: Burn Notice (Fernsehserie, Episode 5x03 Ausgebootet)
- 2011: The Mentalist (Fernsehserie, Episode 4x05)
- 2012: Operation Cupcake (Fernsehfilm)
- 2012: Longmire (Fernsehserie, Episode 1x06)
- 2012: The Dark Knight Rises
- 2012: The Flipside (Webserie, Episode 1x02)
- 2012: Common Law (Fernsehserie, Episode 1x11)
- 2012: Batman: The Dark Knight Returns – Teil 1 (Batman: The Dark Knight Returns, Stimme)
- 2012: Touch (Fernsehserie, Episode 2x00)
- 2012: Vegas (Fernsehserie, Episode 1x04)
- 2012: Naughty or Nice (Fernsehfilm)
- 2013: Gangster Squad
- 2013: Waking
- 2013: Superman: Unbound (Stimme)
- 2013: Navy CIS (Navy NCIS, Fernsehserie, Episode 11x03 Unter dem Radar)
- 2013: Batman: The Dark Knight Returns (Stimme)
- 2013: Die Legende von Korra (The Legend of Korra, Fernsehserie, Episode 2x06, Stimme)
- 2013: Untitled Bounty Hunter Project (Fernsehfilm)
- 2014: Draft Day
- 2014: Crisis (Fernsehserie, 2 Episoden)
- 2014: The Night Shift (Fernsehserie, Episode 1x08)
- 2014: The Bridge – America (The Bridge, Fernsehserie, Episode 2x09)
- 2014: Revenge (Fernsehserie, 2 Episoden)
- 2014: Beware the Batman (Fernsehserie, 3 Episoden, Stimme)
- 2015: Scorpion (Fernsehserie, Episode 2x03 Den Tod überlebt)
- 2015: Code Black (Fernsehserie, Episode 1x05)
- 2015: The League (Fernsehserie, Episode 7x10)
- 2015: Transparent (Fernsehserie, Episode 2x03)
- 2015: Gone: A Wayward Pines Story (Miniserie, 3 Episoden)
- 2016: Grimm (Fernsehserie, Episode 5x09 Kreuzigung)
- 2016: Spaceman
- 2016: Message from the King
- 2016: Willkommen bei den Louds (The Loud House, Fernsehserie, Episode 1x21, Stimme)
- 2016: Westworld (Fernsehserie, Episode 1x05 Contrapasso)
- 2016: Ice Scream
- 2016–2017: Mercy Street (Fernsehserie, 10 Episoden)
- 2017: Elementary (Fernsehserie, Episode 5x11)
- 2017: The Blacklist (Fernsehserie, Episode 4x20 Der Schuldeneintreiber (Nr. 46))
- 2017: The Mick (Fernsehserie, Episode 2x03)
- 2018: The Darkest Minds – Die Überlebenden (The Darkest Minds)
- 2018: Venom
- 2019: Back Fork
- 2019: 3 from Hell
- 2019: A Brother's Honor
- 2021: Cowboy Bebop (Fernsehserie)